# Cookshire-Eaton
Cookshire-Eaton è un comune del Canada, situato nella provincia del Québec, nella regione di Estrie.